# تاراوشکانچا

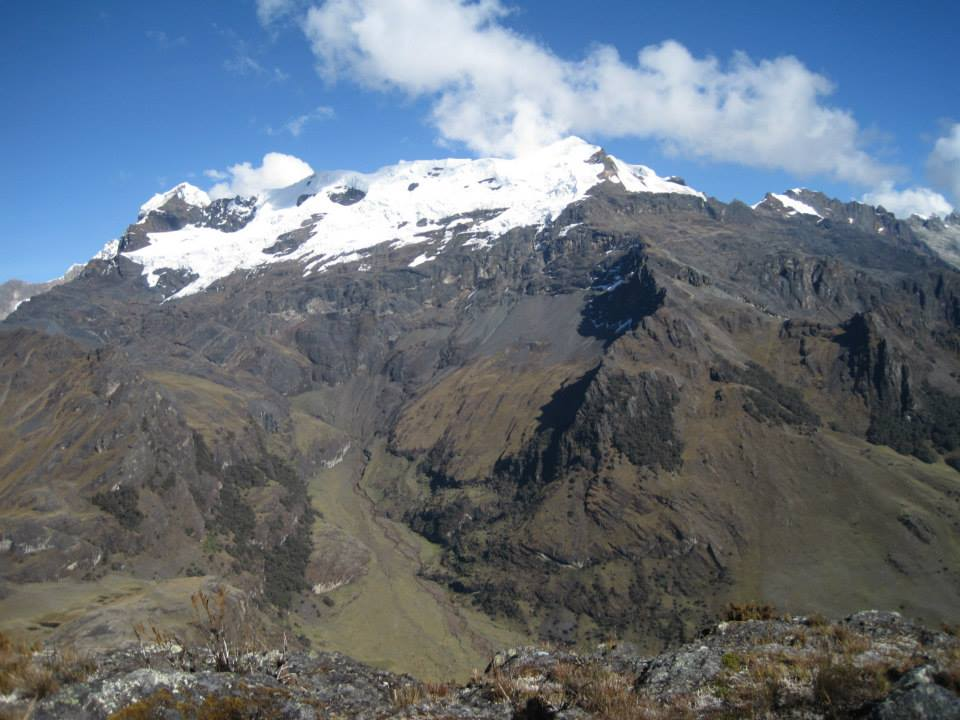
کوه تاراوشکانچا

تاراوشکانچا (به اسپانیایی: Tarushcancha) یک کوه در پرو است که در Peru, Ancash Region واقع شده‌است. تاراوشکانچا ۵٬۳۴۵ متر بالاتر از سطح دریا واقع شده‌است.